# کارن مورلی
کارن مورلی (انگلیسی: Karen Morley؛ ۱۲ دسامبر ۱۹۰۹ – ۸ مارس ۲۰۰۳) هنرپیشه اهل آمریکا بود. وی بین سال‌های ۱۹۲۹ تا ۱۹۷۵ میلادی فعالیت می‌کرد.
از فیلم‌ها یا برنامه‌های تلویزیونی که وی در آن نقش داشته است می‌توان به جمع اضداد محال است، صورت زخمی و نقاب فو مانچو اشاره کرد.

## مرگ
مورلی در سالهای آخر عمر خود در سانتا مونیکا، کالیفرنیا زندگی می کرد. او بر اثر ذات الریه در وودلند هیلز کالیفرنیا درگذشت. 